# بيلي ألفورد
بيلي ألفورد (بالإنجليزية: Billy Alford)‏ هو لاعب كرة قدم أمريكية أمريكي، ولد في 30 أكتوبر 1981 في برونزويك في الولايات المتحدة.